# Назих, Имран
Имран Назих (араб. عمران نزيه‎; род. 26 января 2006, Амстердам) — марокканский футболист, атакующий полузащитник.

## Клубная карьера
Воспитанник клубов «Нью-Уэст Юнайтед», «Зебюргия» и «Аякс», Назих подписал трёхлетний контракт с клубом «Волендам». 11 мая 2022 года дебютировал в Эредевизи 31 августа 2022 года в матче против ПСВ.

## Карьера в сборной
Выступал за сборные Нидерландов до 16 и до 17 лет, а также за сборную Марокко до 17 лет.

## Достижения
«Волендам»
- Победитель Первого дивизион Нидерландов: 2024/25[нидерл.]